# Ständiger Schiedshof

Logo des Ständigen Schiedshofs

Der Ständige Schiedshof (englisch Permanent Court of Arbitration, PCA; französisch Cour permanente d’arbitrage, CPA) basiert auf den Haager Friedenskonferenzen von 1899 und 1907 und wurde zur friedlichen Beilegung internationaler Konflikte eingerichtet. Die Schiedsinstanz, seit 1900 mit Sitz in Den Haag (Niederlande), ist eine administrative Einrichtung ohne unmittelbare Entscheidungsbefugnis. Der PCA ist kein internationales Gericht im eigentlichen Sinne. Er bietet den Streitparteien nur die Strukturen, um eine Streitigkeit durch ein Schiedsgericht beizulegen.

## Hintergrund

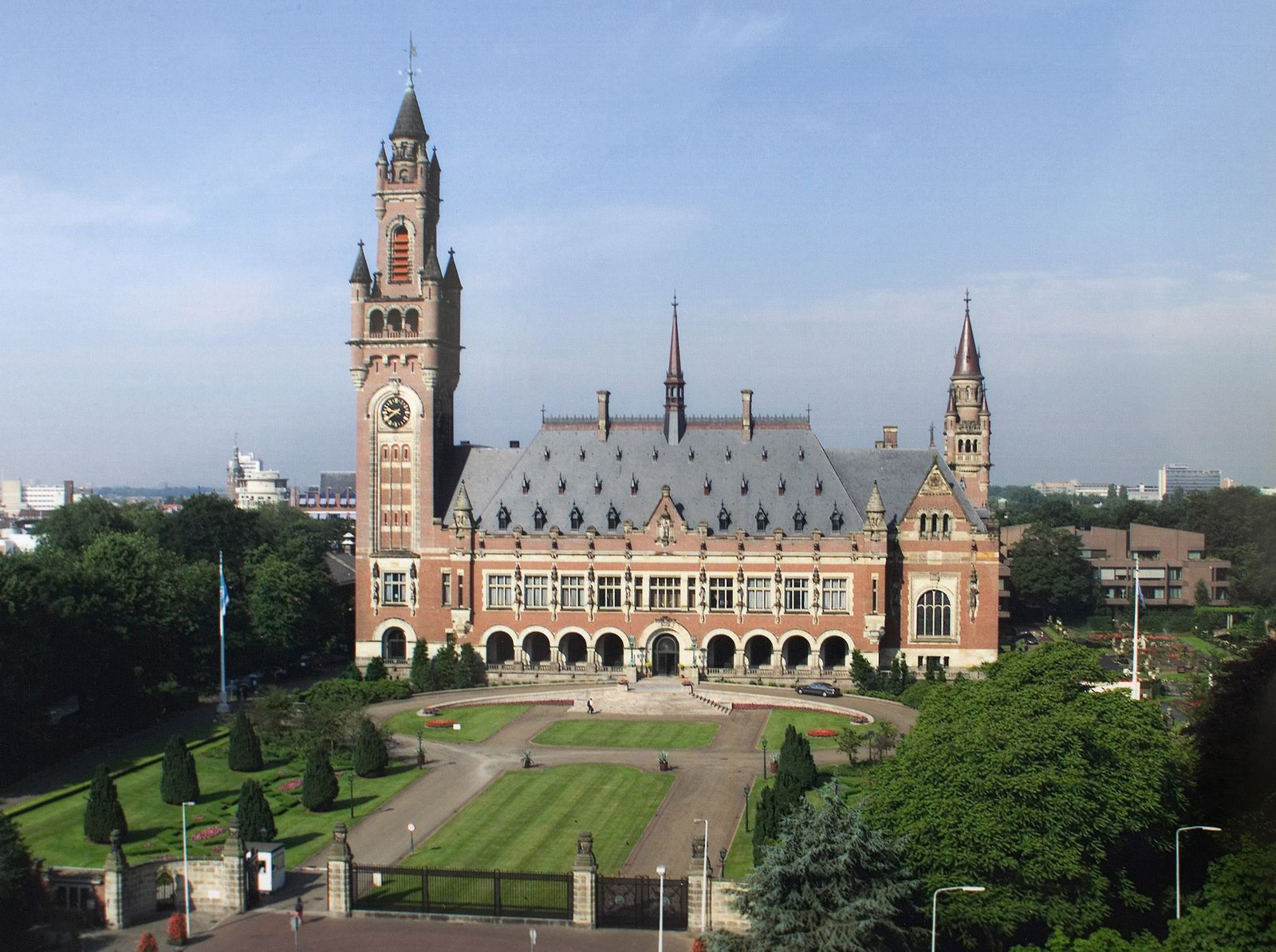
Sitz des ständigen Schiedshofs: Der Friedenspalast („Vredespaleis“), Den Haag.

Die internationale Schiedsgerichtsbarkeit muss unterschieden werden in private und staatliche Schiedsgerichtsbarkeit. Die private Schiedsgerichtsbarkeit wird vor allem im wirtschaftlichen Bereich genutzt. Parteien eines Schiedsgerichtsverfahrens sind hier zum einen natürliche Personen und zum anderen juristische Personen des Privatrechts, vor allem Unternehmen.
Parteien der staatlichen Schiedsgerichtsbarkeit hingegen können zum einen Staaten sein, zum anderen staatliche Untereinheiten und juristische Personen des öffentlichen Rechts (Körperschaften, Anstalten, Stiftungen), aber auch internationale Regierungsorganisationen, wie die WTO oder die WHO.
Die Mehrheit der schiedsgerichtlichen Verfahren aber wird von privaten Parteien bestritten. Im Gegensatz zum Internationalen Gerichtshof (IGH) oder zum Internationalen Seegerichtshof (ISGH) bestimmen die Parteien bei schiedsgerichtlichen Verfahren die Besetzung der Richterbank. Die Schiedsgerichtsbarkeit bietet den Streitparteien darüber hinaus ein hohes Maß an Flexibilität. So können die Parteien neben Person und Anzahl der Schiedsrichter auch den Zeitrahmen und die Verfahrensregeln festlegen.
Diese Möglichkeiten senken die Hürden für die Staaten, sich einem derartigen Verfahren zu unterwerfen. Ein mit nur wenigen Richtern besetztes Gericht, zumal von den Parteien bestimmten Richtern, scheint grundsätzlich mehr Vertrauen bei den Staaten in eine Streitbeilegung zu erwecken, als ein Gericht wie der IGH, der mit fünfzehn, möglicherweise alle Rechtssysteme der Welt vertretenden Richtern besetzt ist.
Aber auch der Internationale Gerichtshof und der Internationale Seegerichtshof bieten den Staaten durch den Ad-hoc-Richter oder die Kammerbildung in eingeschränkter Weise diese Möglichkeiten der Einflussnahme auf die Richterwahl. Teilweise wird hierin eine Annäherung der beiden Formen der internationalen Streitbeilegung gesehen. Und in der Tat fällt bei einem Teil der existierenden Schiedsgerichte die Unterscheidung zwischen Schiedssprechung und internationaler Gerichtsbarkeit sehr schwer. Zumal auch bei der internationalen Schiedsgerichtsbarkeit ein deutlicher Trend zu ständigen Schiedshöfen zu erkennen ist.
So wird das Instrument des Ad-hoc-Tribunals zwischen Staaten so gut wie gar nicht mehr zur Streitbeilegung verwendet. Stattdessen erfreuen sich die ständigen Schiedsgerichte einer starken Nachfrage. Dies betrifft vor allem die wirtschaftlichen Schiedsgerichte; die schiedsgerichtlichen Elemente beim IGH und beim ISGH werden hingegen nur sehr wenig genutzt. Seit es die Möglichkeit der Ad-hoc-Kammern beim IGH gibt, wurden erst vier Fälle vor einer Ad-hoc-Kammer verhandelt, allesamt in den 1980er Jahren. Vermutlich gehen Staaten bei Ad-hoc-Kammern von mangelnder Autorität und Öffentlichkeit aus und bevorzugen demzufolge ein normales Verfahren vor einem internationalen Gericht.

## Entstehung

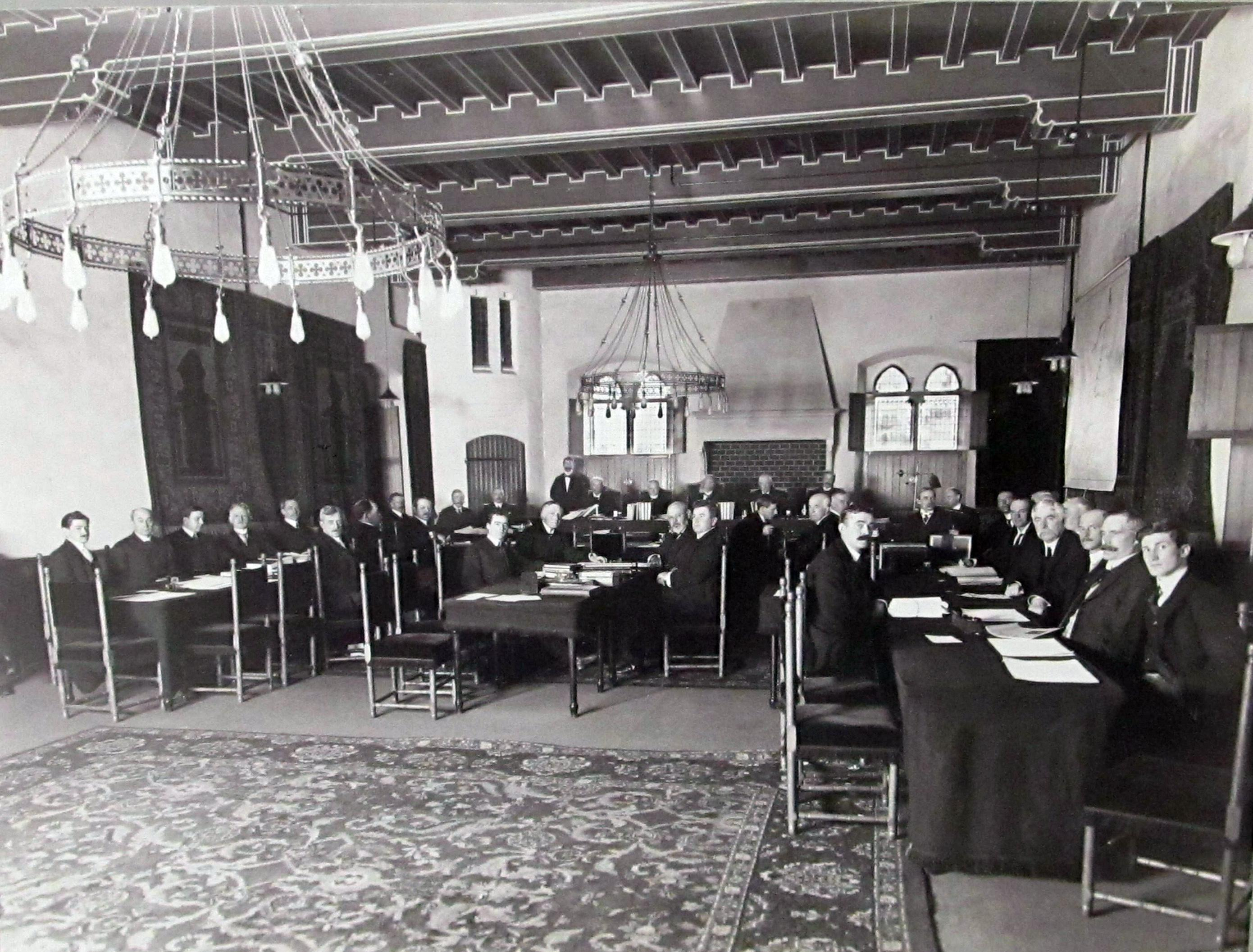
Schiedsgericht zum Fischereistreit zwischen Großbritannien und den USA in den Haag, 1910

Der Ständige Schiedshof (PCA) wurde durch die Convention for the Pacific Settlement of International Disputes (engl. für Abkommen vom 29. Juli 1899 zur friedlichen Erledigung internationaler Streitfälle), die von 24 Nationen unterzeichnet wurde, im Rahmen der Haager Friedenskonferenzen vom 29. Juli 1899 und 18. Oktober 1907 geschaffen. Der PCA wurde gegründet, um „die unmittelbare Anrufung der Schiedssprechung für die internationalen Streitfragen zu erleichtern, die nicht auf diplomatischem Wege haben erledigt werden können.“ Die Errichtung einer obligatorischen Schiedsgerichtsbarkeit auf der zweiten Haager Friedenskonferenz scheiterte dabei am Widerstand des Deutschen Reiches, „[…] welches die Zeit für eine allgemeine obligatorische Schiedsgerichtsbarkeit mangels zureichender Erfahrung noch nicht für gekommen und die Menschheit einstweilen noch nicht für reif [hielt].“
Der PCA wurde 1900 errichtet und nahm zwei Jahre später seine Arbeit auf. Er ist kein internationales Gericht im engeren Sinne und ist keine unmittelbar handlungsfähige schiedsgerichtliche Spruchinstanz, sondern lediglich eine Einrichtung, welche die Anrufung der Schiedssprechung in internationalen Streitfällen erleichtert. Neben einer Richterliste existiert ein Büro mit Informations- und Vermittlungsfunktion, das u. a. Staaten Hilfe leistet, die eine Konfliktbeilegung durch ein Schiedsgericht zu erreichen suchen. Der erste im Rahmen des Schiedshofes behandelte Fall war der Kalifornische Kirchengüterstreit zwischen Mexiko und den Vereinigten Staaten von Amerika. Er wurde durch einen Schiedsspruch am 14. Oktober 1902 erledigt.
Am häufigsten wurde der PCA zwischen seiner Gründung und dem Ausbruch des Ersten Weltkrieges genutzt. Nach dem Ende des Zweiten Weltkrieges ging die Anrufung des PCA sehr stark zurück. Erst nach dem Ende des Kalten Krieges verzeichnet auch der PCA wieder eine verstärkte Nutzung.
Bisher (Stand November 2024) schlossen sich insgesamt 124 Staaten dem Schiedshof an.

## Fälle
Auswahl behandelter Fälle:

Parteien des Ständigen Schiedshofs (2019)
gemäß der Konvention von 1907
gemäß der Konvention von 1899
keine Partei

- 1902: Vereinigte Staaten von Amerika gegen Mexiko; erste Verhandlung vor dem internationalen Schiedsgerichtshof; Meinungsverschiedenheiten wegen eines Kirchenschatzes
- 1904: Deutschland, Großbritannien und Italien gegen Venezuela wegen Handelsblockade
- 1905: Frankreich gegen Großbritannien wegen Fischerei vor Maskat
- 1909: Frankreich gegen Deutschland wegen konsularischen Behandlung von fünf Deserteuren der französischen Fremdenlegion in Marokko, die sich auf einen deutschen Dampfer einschiffen wollten
- 1909: Norwegen gegen Schweden wegen Verlaufs der Seegrenze
- 1910: USA gegen Großbritannien wegen Küstenfischerei im Nordatlantik
- 1914: Niederlande gegen Portugal wegen Grenzverlaufs in Timor
- 2002: Äthiopien gegen Eritrea wegen Grenzverlaufs
- 2005: Niederlande gegen Belgien wegen des Streits um den Eisernen Rhein
- 2014: Osttimor gegen Australien wegen Spionage und Grenzziehung in der Timorsee
- 2014: Yukos-Aktionäre gegen Russland wegen Enteignung
- 2015: Italien gegen Indien im Fall der Enrica Lexie[3]
- 2016: Philippinen gegen die Volksrepublik China wegen Hoheitsansprüche im Südchinesischen Meer[4]

## Organisation
Die Organe des Ständigen Schiedshofes sind das Internationale Büro, geführt vom Generalsekretär, und der Ständige Verwaltungsrat. Der Verwaltungsrat überwacht die Aktivitäten des Internationalen Büros und setzt sich aus diplomatischen Repräsentanten der Signatarstaaten zusammen. Die Kosten des Büros werden von den Vertragsmächten der Haager Abkommen getragen. Es erledigt die laufenden Verwaltungsgeschäfte des Schiedshofes, fungiert als Gerichtsschreiberei und archiviert die Unterlagen über die im Rahmen des Schiedshofes geführten Schiedsgerichtsverhandlungen.
Das Büro des PCA führt eine offizielle Liste mit insgesamt 285 Schiedsrichtern, aus der die Streitparteien bei einem Verfahren im Rahmen des PCA die Richter auswählen können. Jeder Staat kann bis zu vier Personen eigener oder fremder Staatsangehörigkeit benennen. Die Eintragung in die Liste erfolgt über einen Zeitraum von sechs Jahren und eine Wiederbenennung ist zulässig. Die zu benennenden Personen müssen anerkannte Sachkunde in Fragen des Völkerrechts besitzen und sich der höchsten sittlichen Achtung erfreuen. Um ein Schiedsgericht zu bilden, wählen die Streitparteien aus der vom Büro des PCA geführten Liste Richter aus und einigen sich in einem Schiedsvergleich (compromis) auf das weitere Procedere.
Die Räumlichkeiten des Ständigen Schiedshofes können aber auch für ein ad hoc gebildetes Schiedsgericht genutzt werden, das nicht im Rahmen des PCA, also über die Auswahl der Richter aus der Liste, stattfindet. Die Berufung der Mitglieder des Gerichts muss in Übereinstimmung mit den Schiedsregeln der Kommission der Vereinten Nationen für die Internationale Handelsgesetzgebung (UNCITRAL) erfolgen. Danach können sich die Streitparteien auf eine beliebige durch drei teilbare Anzahl von Richtern einigen. In der Regel sind es zwischen drei und neun Richter. Je ein Drittel der Richter wird direkt durch die Streitparteien bestimmt. Das letzte Drittel wird von den bereits ausgewählten Richtern ernannt. Für den Fall, dass keine Einigung erzielt werden kann, werden die verbleibenden Richter von der Appointing Authority ernannt.